# Pseudopanthera lozonaria
Pseudopanthera lozonaria là một loài bướm đêm trong họ Geometridae.